# Mrozowisko
Mrozowisko, zastoisko mrozowe – powierzchnia terenu, na której gromadzi się ciężkie, zimne powietrze, przy czym jego odpływ jest utrudniony, co sprzyja częstym przymrozkom. Takim miejscem może być obniżenie terenu lub polana leśna. Niższa temperatura powietrza, gleby oraz częste przymrozki powodują opóźnienie wzrostu i rozwoju roślin w danym miejscu. W obszarach leśnych mrozowiska są trudne do odnowienia i zalesienia.
Lasy lub pasy drzew i krzewów zmieniają układ mrozowisk na zboczach. Inną przeszkodą może być dom, nasyp drogowy lub kolejowy, wysoki płot. Jeśli spływ chłodnego powietrza zostanie zahamowany przez przeszkodę, to powstaje mrozowisko, natomiast powietrze cieplejsze przepływa ponad nią i przesuwa się dalej po zboczu.
Przymrozek radiacyjny – występuje lokalnie. Najniższe temperatury są w miejscach, dokąd spływa i zatrzymuje się chłodne powietrze.
Przymrozek adwekcyjny – obejmuje większy obszar. Najniższe temperatury obserwuje się w miejscach z większą prędkością wiatru, a więc na obszarach u wylotu przecinki leśnej, czy na górnych partiach zboczy.
Najbardziej znanym polskim mrozowiskiem jest m.in. Litworowy Kocioł w Tatrach Zachodnich.